# Андская пенелопа
Андская пенелопа (лат. Penelope montagnii) — вид птиц семейства краксов. Выделяют пять подвидов. Распространены в Южной Америке. Видовое  название дано в честь французского ботаника Камиля Монтаня (1784—1866).
Вид встречается в высокогорных районах Анд от Венесуэлы и Колумбии через Эквадор и Перу на юг до Боливии и, возможно, юго-запада Аргентины.
Это крупная птица длиной 40-58 см и массой 800-840 г. У птицы длинное тело с тонкой шеей и маленькой головой, похожее по форме на индюка, но более тонкое и элегантное. Оперение в целом коричневое с белой окантовкой на перьях головы, шеи и груди.
Обитает в тропических лесах на высоте от 430 до 4270 м над уровнем моря. Наблюдение этой птицы часто связаны с миграциями путешествующих муравьёв, которых он обычно преследует. Гнездо строит на дереве в каждый сезон спаривания. В кладке два яйца.